# 金花鱼黄草
金花鱼黄草（学名：Merremia gemella），为旋花科鱼黄草属的植物。主要分布於南亞、東南亞、臺灣、新幾內亞、澳洲和關島等地，目前尚未由人工引种栽培。